# Сикинос
Си́кинос (греч. Σίκινος) — остров в Греции, в южной части Эгейского моря. Расположен в архипелаге Киклады, между островами Иос и Фолегандрос. В Древней Греции был известен как Ойне — остров вина. Остров заселён с времён неолита, что подтверждают находки при раскопках в местности Эпископи. На острове есть несколько античных развалин. В отличие от близлежащих островов малонаселен - всего 238 жителей (2001). На острове две деревни, одна на побережье и служит гаванью (Алопрониа, от слов Ано Прония — «высшее попечение»), другая (Сикинос, Хора или Кастро) — выше на холмах. Почти вся территория острова террасирована и используется в сельском хозяйстве. На острове есть вертолётная площадка.